# Леда (міфологія)
Ле́да (грец. Λήδα) — дружина спартанського царя Тіндарея; за однією версією, дочка Тестія й Леофонти, за іншою — Главка й Пантеїди.

## Леда й Зевс

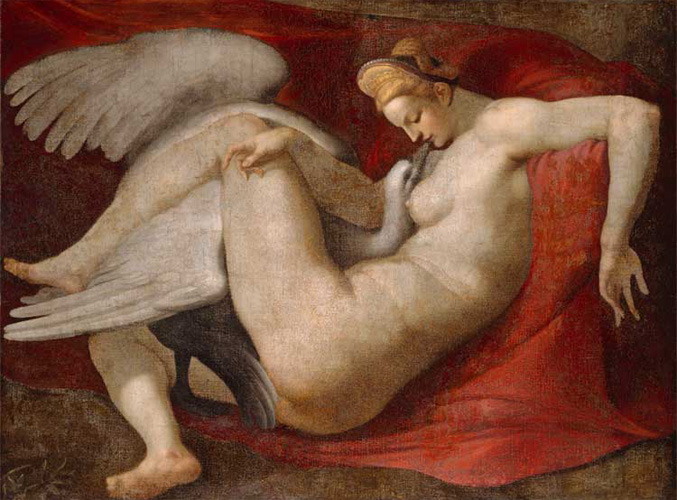
Рубенс, Леда і Лебідь

Міф розповідає, що Зевс, зачарований вродою Леди, з'явився перед нею в постаті лебедя, коли вона купалася, і зґвалтував її. Вона знесла два яйця (відгомін тотемістичного уявлення про Зевса), з яких народилися Полідевк та Єлена. За іншою версією, Кастор, Полідевк і Клітемнестра — діти Тіндарея, а Єлена — дочка Зевса. Згідно з пізнішим міфом, Леда знесла двоє яєць — одне від Зевса, друге від Тіндарея; з першого яйця вилупилися Полідевк і Єлена, а з другого — Кастор і Клітемнестра. Ця версія мала й інший варіант: богиня Немезида, вириваючись з обіймів Зевса, перетворилася на гуску, а Зевс на лебедя. Яйце, з якого пізніше вилупилася Єлена, Леда знайшла. Останній варіант міфу набув найбільшого поширення. З ним пов'язують вислів «з яєць Леди», тобто «від самого початку».

## Етимологія
Ім'я Леда зіставляють з ім'ям богині Лето і пояснюють його в тому сенсі, що спочатку Леда була уособленням ночі, матері світил. За іншими відомостями, слово Леда є не що інше, Lada — дружина, жінка (пані), слово карійсько-лелегського походження.
Існує припущення, що, оскільки в гробницях багатьох народів, у тому числі мінойських гробницях Криту, знаходять розфарбовані яйця страуса, це послужило основою для міфу.

## У мистецтві
Художники італійського чинквеченто — Леонардо да Вінчі, Мікеланджело, Корреджо — зображували Леду в момент її злягання з Зевсом або після нього. У поезії опис сполучення Леди з могутнім птахом служило як еротичним (Ронсар), так і філософським цілям (Єйтс).